# Юрий Кнорозов
Ю́рий Валенти́нович Кноро́зов е руски съветски историк и етнограф, лингвист и епиграфист, основател на съветската школа по маянистика. Известен е със своето дешифриране на писмеността на маите, и в прилагането на математически методи за изследване на неразчетените писмености.

## Биография и научна дейност
Според легендата, през юни 1945 г. руски войник открива в развалините на Пруската библиотека в Берлин книга от изключително рядко издание с чернобели копия и на трите запазени кодекса на маите – Парижкия, Мадридския и Дрезденския. Отнася я със себе си в Москва след края на военната си служба. Там довършва образованието си като „египтолог с полувисше“, прекъснато от войната. Прочита във вестника статия, че писмеността на маите вече официално се смята за недешифрируема. Амбицира се, месеци наред изучава книгата ден и нощ. Почти година. И през 1952 вече публикува завършен научен труд – първи разчетени текстове от Дрезденския кодекс, смятан за най-важен от трите. Името на този човек е Юрий Валентинович Кнорозов.
Той именно дава на света метод за разчитане на дотогава неразбиваемия код на маите.
За Кнорозов е било от полза, че СССР по онова време е изолиран от останалия свят – не е имал досег с трудовете на други учени и не се е „заразил“ с техните вече канонизирани дълбоки грешки. Подхожда самостоятелно, все едно е първият изследовател на въпроса въобще.
Новаторството му е в това, че е решил, че глифите на маите не са „знак = дума“, а смесени и в тях има и фонетични елементи (знак = звук). И се е оказал прав. Иначе, всички предшестващи изследователи, почти само английски и малко немски, са смятали, че писмеността на маите е йероглифна.
Като човек Кнорозов е бил с неприятен характер – груб себичен темерут, избухлив, рядко се е къпел. Но с академично брилянтен ум с огромна памет, талантлив лингвист-интуит и чудесен анализатор. Още в гимназията е бил добре школуван цигулар, пишел е поезия, рисувал е хубаво с голяма точност и изключително внимание към детайла.
Ерик С. Томпсън, най-известният по онова време маянист, разбива на пух и прах публикациите на Кнорозов. Вярно, имало е пасажи с леко рехава доказателствена подплата, но трудовете му не са заслужавали чак такава свирепа критика и отрицание.